# Рождественский, Владимир Николаевич
Владимир Николаевич Рождественский — советский хозяйственный, государственный и политический деятель.

## Биография
Родился в 1930 году в городе Вязники. Член КПСС.
С 1954 года — на хозяйственной, общественной и политической работе. В 1954—2000 гг. — инженер-технолог, на ответственных хозяйственных и руководящих должностях на Ульбинском металлургическом заводе в городе Усть-Каменогорск, директор Чепецкого механического завода, главный консультант заводоуправления Чепецкого механического завода.
Народный депутат РСФСР/России.